# Goltzscha
Goltzscha ist ein Ortsteil der Gemeinde Nünchritz im Landkreis Meißen in Sachsen.

## Geographie und Verkehrsanbindung
Goltzscha liegt südöstlich des Ortsteils Nünchritz im Städtedreieck Großenhain–Riesa–Meißen. Umliegende Ortschaften sind Weißig im Norden, Skassa im Nordosten, Medessen im Osten, Zottewitz und Döschütz im Süden, Neuseußlitz im Südwesten, Merschwitz im Westen und Leckwitz sowie Naundörfchen im Nordwesten.
Etwa zwei Kilometer westlich des Ortes fließt die Elbe, in rund einem Kilometer Entfernung in nordöstlicher Richtung verläuft die Bahnstrecke Leipzig–Dresden mit dem aufgegebenen Bahnhof Weißig. Durch Goltzscha selbst verläuft eine Buslinie zwischen Nünchritz und Meißen.

## Geschichte
1406 wurde der Ort erstmals als Golczkewicz in einer Urkunde erwähnt, 1465 wird er als wüst liegend verzeichnet. Besitzer sind die von Münster auf Zottewitz.
1473 bis 1586 gehörte Goltzscha der Familie von Taubenheim.
Das Amtserbbuch Hayn, 1547 aufgelegt, erfasst Goltzscha nicht.
Zum Rittergut Zottewitz gehörte der Ort 1628, auch 1721 ist Goltzscha dort noch verzeichnet.
1712 ist neben Damm- und Untermühle südlich des Dorfes auch noch eine Windmühle im Kartenwerk verzeichnet.
Ein Jahr nach Ende des Siebenjährigen Krieges (1756–1763) werden 22 Gärtner und 10 Häusler gezählt.
1795 zählt Goltzscha 32 Steuernummern, 2 Mühlen, 13 Gartennahrungen, 5 Häuser, 1 Haus mit Garten und Weinberg, 1 Haus mit Garten und Feld, 1 Wohnhaus.
1824 ist Goltzscha ein zum altschriftsässigen Rittergut Zottewitz gehöriges Dorf.
Ende April 1945 wurde der Ort geräumt und Goltzscha wurde Kampfgebiet. Die Menschen flüchteten in Merschwitz per Pontonbrücke über die Elbe bis nach Greifendorf.

## Bauten und Einrichtungen
1955 wurde ein Kindergarten eingerichtet, der 1993 geschlossen wurde. 1957 wurde ein Gemeindehaus erbaut, 1958 die erste LPG des Orts „Bundschuh“ gegründet und eine Schwesternstation und Arztsprechstunde eingerichtet. 1959 wurde eine Lebensmittelverkaufsstelle im ehemaligen Gasthof Henkerm, 1982 eine Konsumverkaufsstelle, die bis 1991 existierte. 1960 wurde eine weitere LPG gegründet, 1962 die BSG Traktor Goltzscha. In den Jahren 1963 bis 1970 wurde ein Naturbad erbaut, in dessen Planung und Bau die Goltzschaer und die örtlichen Industriebetriebe und Genossenschaften beteiligt waren.
Goltzscha wurde 1974 in den Zweckverband für kooperative Zusammenarbeit auf dem Gebiet des Erholungswesens aufgenommen, unter anderen mit Merschwitz, Nünchritz und Diesbar-Seußlitz.
Mit der Wende ging ein großer Teil der zu DDR-Zeiten errichteten Infrastruktur verloren, andererseits siedelten sich eine Reihe kleinerer Gewerke an.
1994 wurde Goltzscha mit den Gemeinden Merschwitz, Diesbar-Seußlitz und ihren Ortsteilen zur neuen Gemeinde Diesbar-Seußlitz vereinigt, die 2003 in die Gemeinde Nünchritz eingemeindet wurde.

## Belege
1. ↑  Goltzscha. Abgerufen am 11. September 2024.
2. ↑  Tarifzonenplan mit Liniennetz 2022
3. ↑  Goltzscha im Historischen Ortsverzeichnis von Sachsen